# فرانك كامبيو
فرانك كامبيو (بالإنجليزية: Frank Campeau)‏ مواليد 14 ديسمبر 1864 في ديترويت - الوفاة 5 نوفمبر 1943 في لوس أنجلوس، الولايات المتحدة، هو ممثل أمريكي بدأ مسيرته الفنية سنة 1911. ظهر في قرابة 93 فلما. من أعماله فيلم الطفل. امتدت مسيرته الفنية لأكثر من 29 عاما.

## روابط خارجية
- فرانك كامبيو على موقع IMDb (الإنجليزية)
- فرانك كامبيو على موقع ألو سيني (الفرنسية)
- فرانك كامبيو على موقع أول موفي (الإنجليزية)
- فرانك كامبيو على موقع قاعدة بيانات برودواي على الإنترنت (الإنجليزية)
- فرانك كامبيو على موقع قاعدة بيانات الأفلام السويدية (السويدية)
- فرانك كامبيو على موقع قاعدة بيانات الفيلم (الإنجليزية)
- فرانك كامبيو على موقع كينوبويسك (الروسية)